# NGC 417
NGC 417 (również PGC 4237) – galaktyka eliptyczna (E/SB0), znajdująca się w gwiazdozbiorze Wieloryba. Odkrył ją Francis Leavenworth w 1886 roku.